# Siedlung Sommerhalde

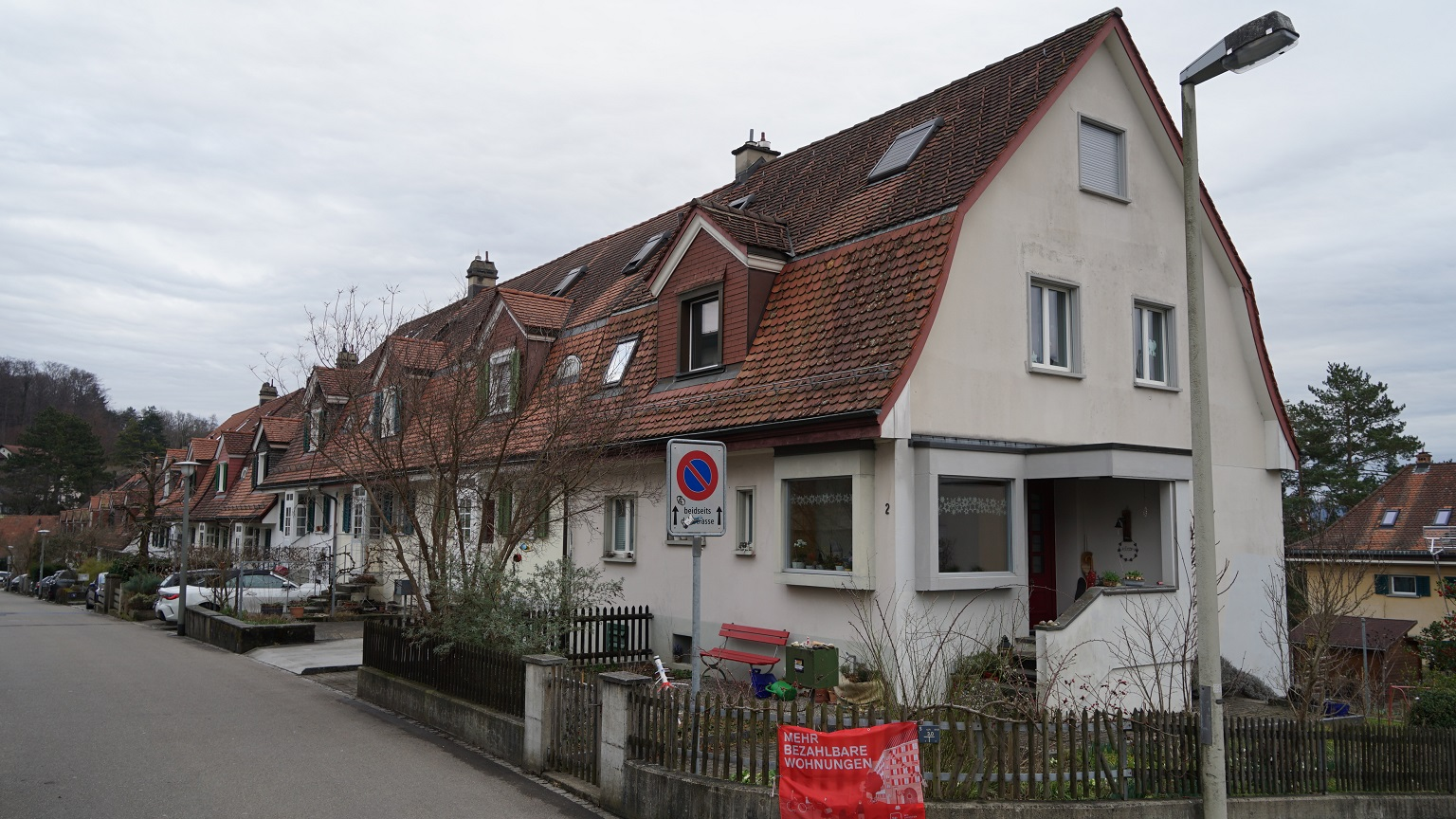
Teilansicht von Westen (2023)

Die Siedlung «Sommerhalde», auch Siedlung Rosenberg genannt, in Winterthur im Schweizer Kanton Zürich ist eine Reihenhaussiedlung, die durch den Architekten Robert Rittmeyer im Reformstil geplant und 1920 errichtet wurde. Sie ist ein «Schutzobjekt» kommunaler Bedeutung.

## Lage und Umfang
Die Siedlung gehört zum Quartier Rosenberg in Winterthur-Veltheim (Kreis 5). Sie umfasst zwei Baugruppen von je acht Reihenhäusern mit den Hausnummern Sommerhaldenstrasse 2–32 und liegt am Wolfensberg in «bester Aussichtslage». Das Wohngebiet ist eine verkehrsarme Zone. Die Winterthurer Siedlungen gehören zum «Ortsbild von nationaler Bedeutung» im Inventar der schützenswerten Ortsbilder der Schweiz (ISOS).

## Geschichte
Robert Rittmeyer vom Büro Rittmeyer & Furrer entwarf die Siedlung im Reformstil nach dem Gartenstadtgedanken. Sie wurde 1920 durch die Eisenbahner- und Lokführer-Wohnbaugenossenschaft errichtet. Die sechzehn Häuser sind mittlerweile in privaten Besitz übergegangen. Ihr Zustand gilt als «sehr gepflegt». Eigentümer sind meistens die Bewohner.

## Beschreibung

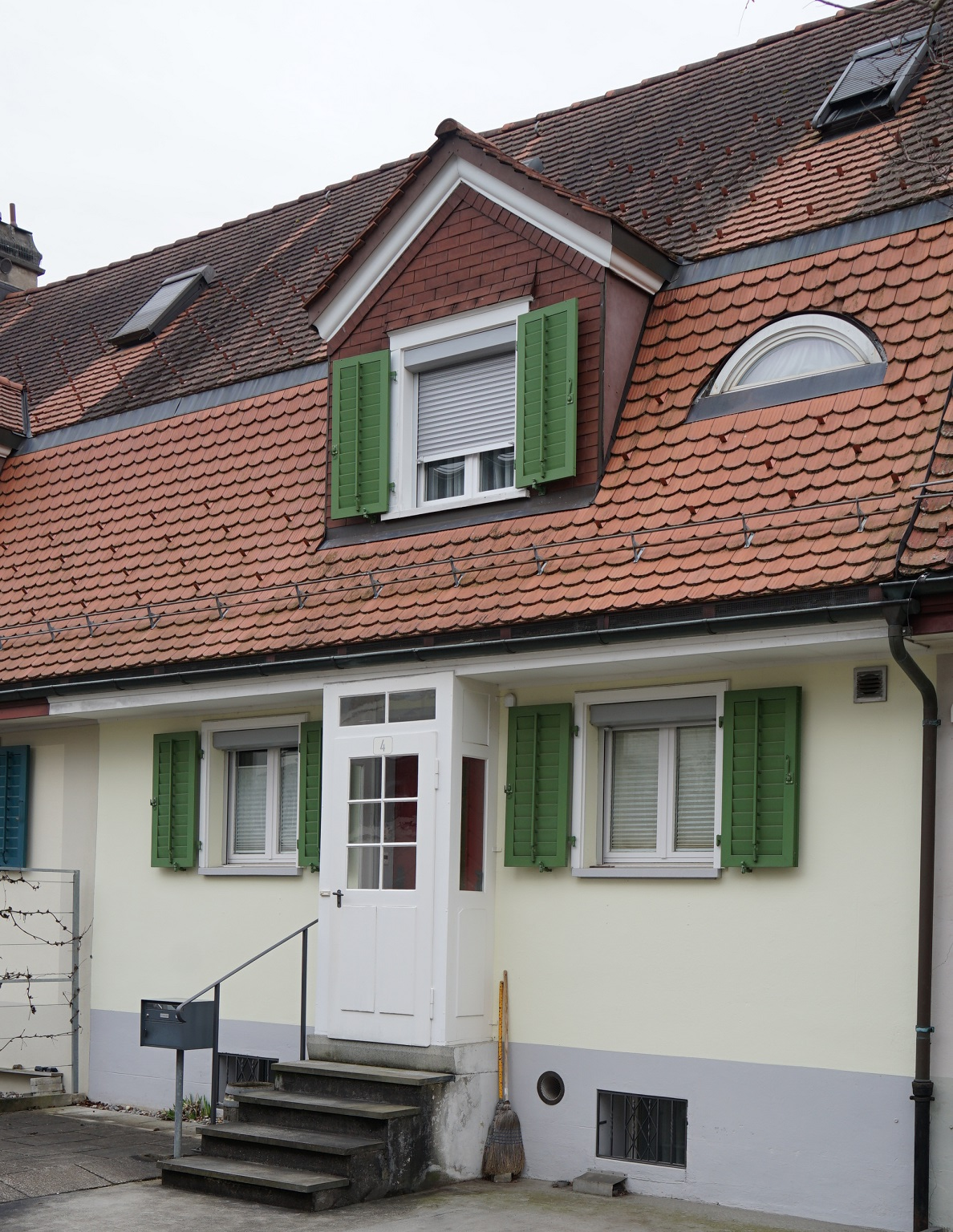
Ansicht eines Reihenhauses (2023)

Die Hauszeile liegt in Hanglage auf der Südseite der Sommerhaldenstrasse. Die beiden Baugruppen bestehen aus je zwei Einheiten von vier Einfamilienhäusern, die entsprechend dem Abfall des Geländes nach Osten in der Höhe leicht gestaffelt sind. Die kleinen Vorgärten werden heute meist als Abstellplätze für Autos genutzt. An der Südseite schliessen sich langgezogene Gärten an. Durch die Hanglage bedingt erfolgen die Zugänge strassenseitig in das Erdgeschoss und gartenseitig in das ausgebaute Kellergeschoss. Das weit heruntergezogene Mansarddach gilt als «Vorliebe» des Architekten. Die Lukarnen mit Zwerchdach haben strassenseitig ein und gartenseitig zwei Fenster. Strassenseitig werden die Lukarnen von einem Dachfenster mit Stichbogen begleitet. Je zwei Häuser teilen sich einen Schornstein. Vor die Haustüren sind kleine Windfänge vorgesetzt.

## Verkehr
Auf der nahen Schaffhauserstrasse verkehrt die Trolleybuslinie 3 (Oberseen–HB–Rosenberg) von Stadtbus Winterthur.

## Fussnoten
1. ↑  Gerade Hausnummern.
2. 1 2  Siedlung Sommerhalde im Winterthur Glossar. Abgerufen am 5. März 2023.

Koordinaten: 47° 30′ 42,4″ N, 8° 43′ 12,7″ O; CH1903: 696539 / 263126